# Historia de regibus Gothorum, Vandalorum et Suevorum
L'Historia (de regibus) Gothorum, (Vandalorum et Suevorum) (« Histoire des rois des Goths, Vandales et Suèves ») est l'histoire des Goths, entre les années 265 et 624, écrite en latin par Isidore de Seville.
C'est un récit condensé. À cause de la diversité des sources, il contient parfois des contradictions.
L'histoire des Vandales vient après celle des Goths, suivie par un récit séparé relatant l'histoire des Suèves.

## Présentation
Isidore commence son histoire par un prologue, «Laus Spaniae», célébrant les qualités de l'Espagne. Il utilise l'expression «mater Spania» (la mère Espagne). Le reste de l'œuvre élabore et défend l'identité gothique de l'Espagne unifiée. Isidore utilise l'ère d'Espagne pour ses datations. La source principale de son histoire antique est l'œuvre de Jérôme de Stridon, continuation de celle d'Eusèbe de Césarée jusqu'en 378. À partir de cette date, il utilise principalement l'œuvre de Paul Orose (jusqu'en 417) et, pour l'Espagne, celle de Hydace de Chaves (jusqu'en 469). Pour l'histoire postérieure, il se base sur Prosper Tiro, continuateur de Jérôme (405-453). Victor de Tunnuna est son principal témoin en Afrique pour les années 444 à 566 et Jean de Biclar pour l'histoire espagnole récente (565-590). Isidore également utilise une chronique, perdue en partie, de Maxime de Saragosse. Pour les évènements en Espagne entre 590 et 624, Isidore constitue la source principale pour les historiens d'aujourd'hui. 
L'Historia a été composée suivant deux versions, que nous possédons. La première, écrite probablement en 619, l'année de la mort du roi Sisebut, est la plus courte. La version plus développée a probablement été terminée en 624, la cinquième année du règne de Suintila. Seule la version la plus longue contient le «Laus Spaniae» et le «Laus Gothorum», un éloge des Goths, qui divise l'histoire des Goths « (jusqu'au règne de Suintila) » de celle des Vandales. L'édition de la version longue par Theodor Mommsen sert de référence. Elle a servi de base à la première traduction en anglais. La Historia a été au préalable traduite en allemand.

### Sources et bibliographie
- (es) Cet article est partiellement ou en totalité issu de l’article de Wikipédia en espagnol intitulé « Historia de regibus Gothorum, Vandalorum et Suevorum » (voir la liste des auteurs).